# عمالقة مونت براما

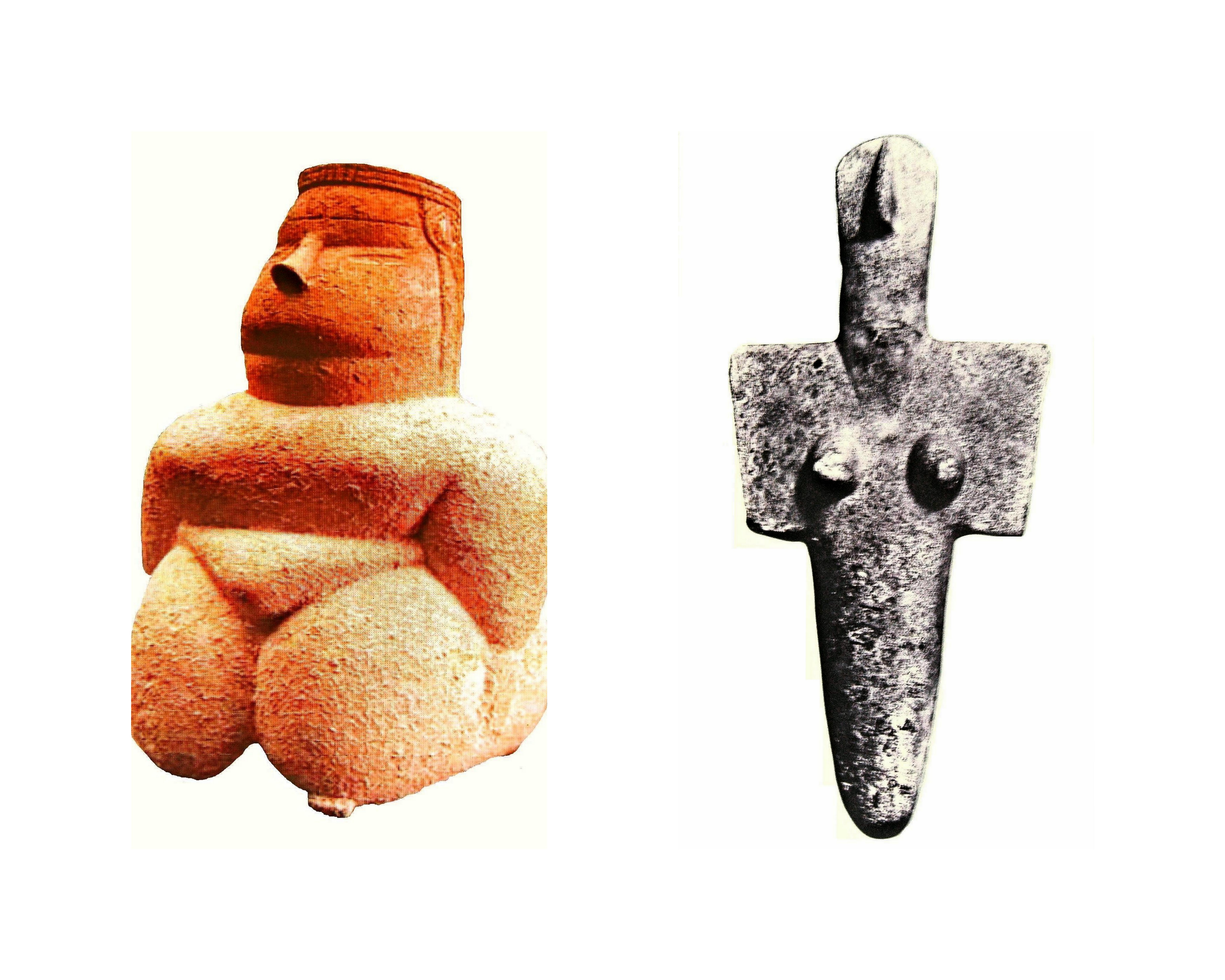
إلهة أم بأسلوب حجمي وهندسي، في سردينيا، الثقافة الأوزيرية، 3300-2700 ق.م.

عمالقة مونت براما هي منحوتات حجرية قديمة شيدتها الحضارة النوراجية في سردينيا، إيطاليا. وقد عُثِر عليها مصادفةً في مارس 1974، مجزأة إلى العديد من القطع، في مزرعة بالقرب من مونت براما، كومونا كابراس، مقاطعة أرستانو، في وسط غرب سردينيا. التماثيل منحوتة في الحجر الرملي المحلي ويتراوح ارتفاعها بين 2 و2.5 متر.
بعد أربع حملات حفريات بين عاميّ 1975 و1979، خُزِنَت القطع المستعادة وعددها ما يقرب من خمسة آلاف قطعة –متضمنة خمسة عشر رأسًا واثنين وعشرين جذعًا– لمدة ثلاثين عامًا في مستودعات متحف كالياري الأثري الوطني، بينما عُرضت بعض القطع الأكثر أهمية في المتحف نفسه. إلى جانب التماثيل، تشمل المنحوتات الأخرى المستعادة في الموقع نماذج كبيرة من مباني النوراك والعديد من البيتيلي (الحجارة المقدسة) من نوع «أوراجيانا»، التي استخدمها النوارجيون في سردينيا في صنع «القبور العمالقة».
بعد تخصيص وزارة التراث والأنشطة الثقافية الإيطالية ومنطقة سردينيا للأموال عام 2005، يجري تنفيذ عمليات الترميم منذ عام 2007 حتى الوقت الحاضر (عام 2012) في مركز ترميم وحفظ التراث الثقافي في «ليبونتي» (ساساري)، بتنسيق وزارة التراث والأنشطة الثقافية الإيطالية في ساساري ونوورو، مع وزارة التراث والأنشطة الثقافية الإيطالية في كالياري وأرستانو. في هذا الموقع، عرضت خمسة وعشرين قطعة من تماثيل المحاربين ورماة الأسهم والملاكمين ونماذج النوراك للجمهور في أحداث خاصة منذ عام 2009. ثم أصبح المعرض متاحًا بشكل دائم للجمهور منذ نوفمبر 2011.
وفقا لأحدث التقديرات، تنتمي الأجزاء إلى ما مجموعه أربعة وأربعين تمثالًا. جرى ترميم وتجميع خمسة وعشرين تمثال منهم بالفعل، بالإضافة إلى ثلاثة عشر نموذجًا للنوراك، بينما حُددت ثلاثة تماثيل وثلاثة نماذج أخرى للنوراك من شظايا لا يمكن إعادة بنائها حاليًا. بمجرد الانتهاء من الترميم، من المخطط إعادة أغلب القطع إلى كابراس لعرضها في متحف.
اعتمادًا على الفرضيات المختلفة، يرجع تاريخ كولوسوي –وهو الاسم الذي أعطاه عالم الآثار جيوفاني ليليو للتماثيل– إلى ما بين القرنين الحادي عشر والثامن ق.م. إذا أكد علماء الآثار ذلك، فسيكونون أقدم التماثيل المجسمة في تاريخ منطقة البحر المتوسط، بعد التماثيل المصرية، سابقين تماثيل كوروس من اليونان القديمة.

كتب الباحث ديفيد ريدجواي عن هذا الاكتشاف الأثري غير المتوقع:
... خلال الفترة قيد الاستعراض (1974-1979)، بُعثت الحيوية في المشهد النوراجي من خلال واحدة من أبرز الاكتشافات التي تحققت في أي مكان على الأراضي الإيطالية في القرن الحالي (القرن العشرين)...
ـــ ديفيد ريدجواي،علم الآثار في سردينيا وإتروريا، 1974 - 1979. التقارير الأثرية، 26 (1979-1980)، الصفحات 54-70.
بينما قالت عالمة الآثار ميريام شارف بالموث:
... تطور أثري مذهل، ربما يكون أكثر اكتشافات هذا القرن استثنائية في مجال تاريخ الفن...
ـــ جوزيف ج. باسيلي، محارب كابسترانو والمعالم الأثرية ذات الصلة في القرنين السابع والخامس قبل الميلاد، ص 22.

## تاريخ التماثيل في المرحلة ما قبل النوراجية
الشواهد الأولى للنحت في سردينيا أقدم بكثير من تماثيل مونت براما. المثال الأبعد هو التمثال المُسمى فينوس ماكومر، المنحوت بتقنية إنفنيتو (ترك القطعة غير مكتملة النحت)، والذي يرجع عالم الآثار جيوفاني ليليو تاريخه إلى 3750-3300 ق.م.، بينما أعاد عالم الآثار إنريكو أتسيني تاريخه إلى أوائل العصر الحجري الحديث (6000-4000 ق.م.). أكدت دراسات أحدث على أوجه التشابه مع تماثيل فينوس، التي لاحظها بالفعل جيوفاني ليليو، وافترضت أن تاريخه يرجع إلى العصر الحجري القديم العلوي أو العصر الحجري المتوسط.
تلت هذا التمثال العديد من التماثيل الحجمية الممثلة لأيقونة الإلهة الأم والتي أنتجتها الثقافة الأوزيرية، من بينها تمثال معبودة بيرفوجاس، الذي يمثل إلهة ترضع طفلها. استخدمت الحضارة النوراجية نفس الرمزية فيما بعد مع ما يسمى «ببيتا نوراجيك».
تأتي الأوثان ذات النمط الهندسي المسطح بعد التماثيل ثلاثية الأبعاد للإلهة ولكنها أيضًا تنتمي إلى العصر الحجري الحديث، يمكن أن تمثل هذه الأوثان الإلهة في جانبها التحت أرضي، إذ عُثِر على جميع أمثلة هذا النوع داخل القبور.
كشفت تحقيقات أجريت بعد الاكتشاف العرضي لمذبح مما قبل التاريخ في مونتي داكوددي (ساساري) أنه –إلى جانب إنتاج التماثيل الهندسية– كانت التماثيل هائلة الحجم موجودة بالفعل في ذلك الوقت في سردينيا، وضعًا في الاعتبار العثور على العديد من اللوحات التذكارية والشواهد القائمة في «معبد أكودي». بجانب المنحدر المؤدي إلى الجزء العلوي من المبنى الرئيسي، كشفت الحفريات عن وجود شاهد قائم هائل الحجم، مع وجود العديد من الشواهد الأخرى حوله. أُعيد تاريخ وجه منحوت، منقوش بأنماط حلزونية وربما ينتمي إلى تمثال لوحة تذكارية، إلى أقدم مرحلة من الموقع –والتي تسمى «المعبد الأحمر». وقد نُسبت لوحة تذكارية كبيرة الحجم من الجرانيت وذات شكل أنثوي بارز إلى المرحلة الثانية– المسماة «المعبد العظيم».
ما زلنا في الإطار الزمني للعصر ماقبل النوراجي، ولكن في هذه الحالة خلال فترة العصر النحاسي، هناك إنتاج ملحوظ لتماثيل الشواهد القائمة من «نمط لاكوني» وتماثيل اللوحات التذكارية، التي تعود إلى ثقافة أبيلزوفيليجوسا وتتميز بمخطط ثلاثي موحد يشمل، من الأعلى إلى الأسفل: وجه بشري محوَّر على شكل حرف T؛ تصوير «كابوفولتو» الغامض (المقلوب) في نوع رمح متعدد الرؤوس مقلوب؛ وخنجر مزدوج الرأس في النقش.
تنقرض تقاليد تماثيل اللوحات التذكارية على ما يبدو بعد انتشار ثقافة بوننانرو في الجزيرة بينما تستمر حتى 1200 ق.م. مع سلالات الحضارة التورينية ذات الصلة بالنوراجيين في كورسيكا، والتي تتميز بالمحاربين المُمثِلين في منحوتات فيلتوسا.